# キュレネのヘゲシアス
キュレネのヘゲシアス（古希: Ἡγησίας fl. 紀元前290年）は、古代ギリシア・ヘレニズム期のキュレネ派の哲学者。自殺を推奨する哲学を説き、「死を勧めし人」「死の説得者」（πεισιθάνατος ペイシタナトス）と呼ばれた。

## 学説・逸話
著作は現存せず、学説や逸話が断片的に伝わる。
ディオゲネス・ラエルティオス『ギリシア哲学者列伝』によれば、キュレネ派の開祖アリスティッポスの学統に連なる人物として、「死を勧めし人」ヘゲシアスがいた。ヘゲシアスの徒は、キュレネ派的な快楽主義や感覚懐疑に加え、以下の学説を掲げた。
- 肉体の煩いや運命の妨害がある以上、幸福な人生（エウダイモニア）は不可能である。
- 友情・感謝・親切といったものは、ただ役に立つだけの道具に過ぎない。（アリスティッポスが友情に価値を置いたのと対照的[4]。）
- 生と死はどちらも望ましい。
- 貧困と富裕、自由と隷属、名誉と屈辱、いずれも快苦とは無関係であるため、どちらでもいい。
- 賢者は生に執着せず、自発的な利他もせず、他者を憎まず、過ちを許す。
- 善いものを追究するより、悪いものを避ける人生を目指す。

キケロ『トゥスクルム荘対談集』によれば、ヘゲシアスの著作に『絶食で自殺する』（古希: ἀποκαρτερῶν 『アポカルテロン』『食を断って死ぬ男』）があった。その内容は、絶食自殺中の人が友人に人生の厄介事を枚挙し、読者を自殺に誘うというものだった。
キケロの同書やウァレリウス・マクシムス『有名言行録』によれば、ヘゲシアスの受講生の多くが実際に自殺したため、プトレマイオス2世により講義が禁止されたという。

## 関連文献
- 澁澤龍彦『快楽主義の哲学』光文社、1965年。（復刊:『澁澤龍彦全集 6』河出書房新社、1993年。文春文庫、1996年）
- 長尾柾輝「悲観する快楽主義 : キュレネ派のヘゲシアス訳註」『倫理学紀要』第29号、東京大学大学院人文社会系研究科、2022年。doi:10.15083/0002003408。